# Rubrius castaneifrons
Rubrius castaneifrons är en spindelart som först beskrevs av Simon 1884.  Rubrius castaneifrons ingår i släktet Rubrius och familjen mörkerspindlar. Inga underarter finns listade i Catalogue of Life.